# Ptychadena tournieri
Espèce
Synonymes
- Rana tournieri Guibé & Lamotte, 1957

Statut de conservation UICN

 LC  : Préoccupation mineure
Ptychadena tournieri est une espèce d'amphibiens de la famille des Ptychadenidae.

## Répartition
Cette espèce est endémique du centre-Ouest de l'Afrique. Elle se rencontre :
- en Côte d'Ivoire ;
- au Bénin ;
- dans l'ouest de la Guinée ;
- en Guinée-Bissau ;
- au Liberia ;
- au Sénégal ;
- au Sierra Leone.

## Description
Ptychadena tournieri mesure de 33 à 35 mm pour les mâles et de 41 à 43 mm pour les femelles. Les mâles présentent une paire de sacs vocaux.

## Étymologie
Cette espèce est nommée en l'honneur de Jean-Luc Tournier.

## Publication originale
- Guibé & Lamotte, 1957 : Un nouveau ranide dAfrique occidentale: Rana (Ptychadena) tournieri n. sp.. Bulletin du Museum National d'Histoire Naturelle, Paris, sér. 2, vol. 27, p. 442-446.